# Phyllanthus rufuschaneyi
 (août 2019).
Espèce
Phyllanthus rufuschaneyi est une espèce de plantes à fleurs de la famille des Phyllanthaceae. Elle a été découverte en 2013 et décrite en 2018. C'est un arbuste ou un petit arbre originaire de Sabah qui est un État de Malaisie se situant sur l'île de Bornéo.

## Description
Phyllanthus rufuschaneyi est un arbuste ou un petit arbre pouvant atteindre autour de 6 mètres de haut.
Ses rameaux sont une section ronde et présentant 2 ailes longitudinales et présentant des poils courts et raides. De plus, les branches principales sont souvent creuses.
Les feuilles de branches plagiotropes sont alternes, possèdent un pétiole de 1 à 1,5 mm de long et glabre; les folioles sont simples à marge entière, sont ovales à elliptiques et mesurant de 1,6 à 3,7 cm de long sur 0,5 à 1,2 cm de large, asymétriques, sont coriaces, apex arrondi à acuminé, la face supérieure est d'un franc vert tandis que la face inférieure est glauque. Ces feuilles sont également mucronées et les mucrons peuvent atteindre jusqu'à 5,2 mm de long. Les feuilles des branches orthotropes sont également alternes mais sont réduites à des cataphylles qui sont des feuilles écaillées.
Inflorescence en fascicule unisexué ou bisexuel, 1 à 4 fleurs par nœud; fleurs mâles uniques ou multiples, généralement à l'aisselle inférieure, mais parfois à l'extrémité des branches, généralement avec une seule fleur femelle; la fleur mâle est également unique aux aisselles supérieures. La fleur mâle a un diamètre de 1,4 à 2 mm, restant fermée, actinomorphe; pédicelle mince, de 6,7 à 12 mm de long, un peu épaissi à l'apex; composée de 6 sépales, droits, serrés, marge entière, sommet arrondi; les trois sépales externes sont plus petites (quand elles sont jeunes) à légèrement plus longues que les sépales internes, mesurant de 1,9 à 2 mm de longueur sur 0,9 à 1 mm de large, partie centrale épaissie et rose, bords et moitié supérieure minces et de couleur blanc à rose blanchâtre; les 3 sépales intérieurs mesurent 1,4 à 2,3 mm de long sur 1,3 à 1,4 mm de large. La fleur femelle mesure 1 à 1,6 mm, actinomorphe, avec pédicelle de 1 à 2 mm de long, rond, glabre ou avec aspérités; 6 sépales serrés à l'ovaire, les 3 sépales extérieurs légèrement plus petit que ceux de l'intérieur, elliptiques, de 1,7 à 2 mm de long sur 1 mm de large, à l'apex tronqué pour s'éroder, les 3 sépales intérieurs sont elliptiques mesurent 2 mm2 cm de long sur 1,2 à 1,6 mm de large, au sommet arrondi.
Le fruit mesure environ 7,5 cm de diamètre en largeur et à peu près 4,5 cmde long, est glabre et est composé de 3 locules qui contiennent chacune 2 ovules.
La graine est ovoïde, mesure 2,8 mm de long et 1,8 mm de large, a une couleur marron et est lisse.

## Distribution et habitat
La répartition de Phyllanthus rufuschaneyi  est limitée à deux endroits à Sabah qui est un État de Malaisie situé sur l'île de Bornéo. La plus grande population de Phyllanthus rufuschaneyi s'étend sur 10 km² dans la colline de Lompoyou, près du parc Kinabalu et la plus petite population au pied de Bukit Hampuan. Étant donnée la faible superficie où vit ce végétal, celui-ci est considéré comme en danger critique d'extinction.

## Particularité
Phyllanthus rufuschaneyi possède la particularité d'être une plante hyperaccumulatrice de nickel c'est-à-dire qu'elle absorbe, accumule et stocke du nickel en importante quantité. La concentration de nickel dans les feuilles vivantes peut atteindre 2,8 % du poids de celles-ci et jusqu'à 1,8 % du poids des tissus vivants du phloème. En plus, la concentration de nickel peut atteindre 12,7 % d'une plante séchée de Phyllanthus rufuschaneyi.

## Utilisation
Sa fonction d'hyperaccumulateur de nickel  suscite un grand intérêt auprès de certains scientifiques et entrepreneurs grâce à la possibilité d'en faire une plante utile pour l'agromining qui est une filière qui cherche à extraire et/ou recycler les métaux de certaines plantes. Cette plante a été multipliée et a été plantée sur 1,5 hectare pour effectuer des essais. Phyllanthus rufuschaneyi est également multipliée et propagée pour d'autres usages.